# Lorena García (cocinera)
Lorena García es una cocinera y personalidad televisiva venezolana, reconocida por sus apariciones en varios programas de televisión y por la apertura de múltiples restaurantes en los Estados Unidos. Participó en la cuarta temporada del programa de telerrealidad Top Chef Masters y fue una de las inversionistas en el programa de la NBC America's Next Great Restaurant.

## Biografía

### Primeros años
García nació en Caracas, Venezuela, hija de Blanca Ibáñez, política venezolana que fue secretaria del presidente venezolano Jaime Lusinchi, quien fue el padrastro de Lorena hasta su muerte en mayo de 2014. Luego de recibir un título en artes culinarias de la Universidad Johnson and Wales, García comenzó su carrera como chef a través de un aprendizaje en el Ritz-Carlton de París, Francia. Más adelante realizó una gira por varias ciudades conocidas por su cultura culinaria y consiguió trabajos en varios países, entre ellos Italia, Japón, Corea, Tailandia y China. A través de estas experiencias, García logró reconocimiento internacional y tuvo la oportunidad de trabajar con chefs de renombre como Pascal Audin.

### Reconocimiento
En 2002 abrió el restaurante Food Café en Miami y un año después otro establecimiento conocido como Elements Terra. Vendió ambos restaurantes en 2008. En 2011 aceptó un trabajo como cocinera en el Aeropuerto Internacional de Miami, abriendo un restaurante propio meses después en la terminal de American Airlines, conocido como Lorena García Cocina. Desde entonces ha abierto más locales en otros aeropuertos en Dallas y Atlanta.
En 2011 empezó a registrar apariciones en varios programas de televisión con temática culinaria como Top Chef, America's Next Restaurant, Top Chef Masters y The Talk, entre otros. Ha publicado además los libros de recetas Nuevos clásicos latinos y Nuevos tacos clásicos. En octubre de 2016 estrenó su propio programa de telerrealidad, titulado Food Hunters, para el canal Nickelodeon.